# Randers Amt

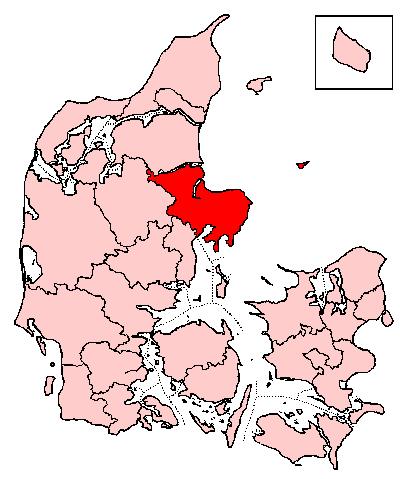
Randers Amt

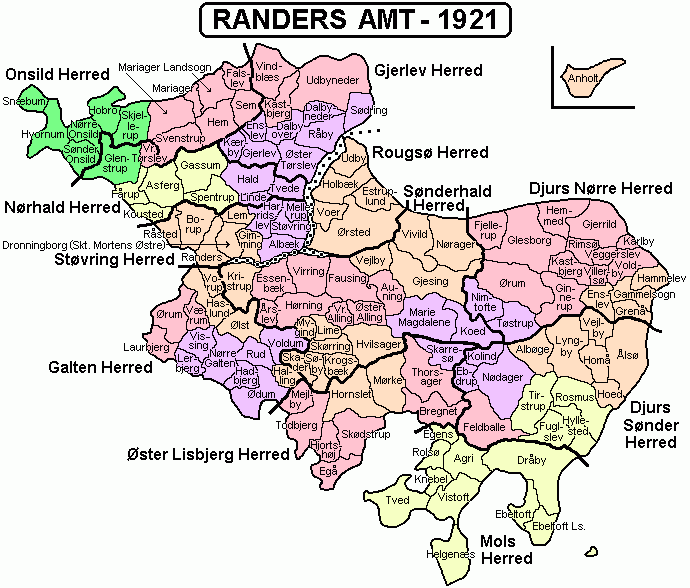
Indeling Randers Amt. Groen is het deel dat na 1970 naar Noord-Jutland ging, overige kleuren, gebied dat deel werd van Aarhus

Randers Amt was een amt in Denemarken. Het amt werd gesticht in 1793. Randers bestond uit de steden Randers, Hobro, Mariager, Grenå en Ebeltoft. Daarnaast omvatte Randers 11 herreder.
Randers Amt werd bij de gemeentelijke herindeling in 1970 opgeheven. Het ging behoudens een klein deel in het noordoosten rond Hobro, groen op de kaart, vrijwel in zijn geheel naar het vergrote Aarhus Amt. 

## Herreder in Randers Amt
- Djurs Nørre Herred
- Djurs Sønder Herred
- Galten Herred
- Gjerlev Herred
- Mols Herred
- Nørhald Herred
- Onsild Herred
- Rougsø Herred
- Støvring Herred
- Sønderhald Herred
- Øster Lisbjerg Herred